# Caquiaviri
Caquiaviri ist eine Ortschaft im Departamento La Paz im südamerikanischen Anden-Staat Bolivien.

## Lage im Nahraum
Caquiaviri ist zentraler Ort des Municipios Caquiaviri in der Provinz Pacajes. Die Ortschaft liegt auf dem bolivianischen Altiplano auf einer Höhe von 3966 m an einem der Zuflüsse zum Río Desaguadero, etwa fünfzig Kilometer südlich des Titicacasees.

## Geographie
Caquiaviri liegt zwischen den Gebirgsketten der Cordillera Oriental und der Cordillera Central im andinen Trockenklima des Altiplano. Die Region weist das typische Tageszeitenklima des äquatornahen Hochgebirges auf, bei dem die mittleren Temperaturschwankungen im Tagesverlauf deutlicher ausfallen als die jahreszeitlichen Schwankungen.
Die Jahresdurchschnittstemperatur der Region beträgt etwa 7 °C (siehe Klimadiagramm Comanche), die Monatswerte schwanken zwischen 4 °C im Juni/Juli und knapp 9 °C im Dezember. Der jährliche Niederschlag liegt bei etwa 560 mm, die Monatsniederschläge liegen zwischen unter 15 mm in den Monaten Mai bis August und über 100 mm im Januar und Februar.

## Architektur
Die Kirche St. Antonius aus dem 16. Jahrhundert wurde zum Nationaldenkmal erklärt.

## Verkehrsnetz
Caquiaviri liegt in einer Entfernung von 100 Straßenkilometern südwestlich von La Paz, der Hauptstadt des gleichnamigen Departamentos.
Von La Paz aus führt die asphaltierte Nationalstraße Ruta 2 bis El Alto, von dort führt die Ruta 19 in südwestlicher Richtung als Asphaltstraße bis Viacha und weiter als unbefestigte Piste nach Caquiaviri. Die Ruta 19 führt anschließend über Achiri nach Charaña an der chilenischen Grenze.

## Bevölkerung
Die Einwohnerzahl der Ortschaft ist in den vergangenen beiden Jahrzehnten auf mehr als das Doppelte angestiegen:
| Jahr | Einwohner | Quelle       |
| ---- | --------- | ------------ |
| 1992 | 192       | Volkszählung |
| 2001 | 388       | Volkszählung |
| 2012 | 497       | Volkszählung |
| 2024 |           | Volkszählung |

Die Bevölkerung der Region gehört vor allem dem indigenen Volk der Aymara an. Das zu Caquiaviri gehörende Kanton Caquiaviri hatte im Jahr 2001 eine Bevölkerungszahl von 2.643 Einwohnern, das Municipio Caquiaviri 11.901 Einwohner.